# Exaeretia conciliatella
Exaeretia conciliatella is een vlinder uit de familie grasmineermotten (Elachistidae). De wetenschappelijke naam is voor het eerst geldig gepubliceerd in 1892 door Rebel.
De soort komt voor in Europa.